# Parashiela invisibilis
Parashiela invisibilis is een slakkensoort uit de familie van de Rissoidae. De wetenschappelijke naam van de soort is voor het eerst geldig gepubliceerd in 1899 door Hedley.